# Tore Kordahl
Tore Eugen Kordahl (Flisa, 17 dicembre 1950) è un ex calciatore norvegese, di ruolo difensore.

## Carriera

### Club
Kordahl giocò per il Lyn Oslo nel 1974. Esordì in squadra in data 30 aprile, nella vittoria per 3-1 sul Lillestrøm. L'anno successivo, passò proprio al Lillestrøm. Con questa maglia, vinse due campionati (1976 e 1977) e tre Coppe di Norvegia (1977, 1978 e 1981). Nel 1983 passò al Kongsvinger.

### Nazionale
Kordahl giocò 29 partite per la Norvegia. Esordì il 23 maggio 1974, in occasione della sconfitta per 1-0 contro la Germania Est.

## Palmarès

### Club

#### Competizioni nazionali
- Campionato norvegese: 2

Lillestrøm: 1976, 1977
- Coppa di Norvegia: 3

Lillestrøm: 1977, 1978, 1981